# 犁头鳐目
犁头鳐目（學名：Rhinopristiformes）是鰩總目下的一目，與鯊魚一樣同屬軟骨魚
。

## 科
目前此目共有5個科：
- 藍吻犁頭鰩科 Glaucostegidae：又稱顆粒琵琶鲼属。
- 鋸鰩科 Pristidae
- 圓犁頭鰩科 Rhinidae
- 犁头鳐科 Rhinobatidae
- 南犁頭鰩科 Trygonorrhinidae

另外兩科亦常與此屬聯繫在一起，但他們的種系發生學關係仍未完全清楚。
- 黃點鯆科 Platyrhinidae
- 梳板鰩科（英语：Zanobatidae） Zanobatidae

## 特徵
此目物種一般生長速度慢，遲成熟，並且低繁殖率，獨處或群局不定。這些原因都使本目物種易受環境改變影響而瀕臨絕種。

## 威脅
本目物種極易受不同種類的捕魚活動所影響。牠們的肉並沒有太大市場，僅為當地人使用。但與其他軟骨魚類一樣，牠們的鰭是中國人魚翅的重要來源，其淺白色的鰭因需求極大而甚具捕獵價值。也因為過度捕魚及對其魚鰭的需求令此目數量大幅下跌。